# Search for Habitable Planets Eclipsing Ultra-Cool Stars
« SPECULOOS » redirige ici. Pour le biscuit, voir Spéculoos.
SPECULOOS acronyme de l'anglais Search for habitable Planets EClipsing ULtra-cOOl Stars, en français « Recherche de planètes habitables autour d’étoiles extrêmement froides » est un observatoire astronomique  installé à l'observatoire du Cerro Paranal, au Chili. SPECULOOS  a comme objectif la recherche à l'aide de la méthode des transits de planètes habitables autour de 500 étoiles de type naines brunes pendant les cinq prochaines années. Il poursuit avec des moyens optiques plus puissants les travaux de l'observatoire TRAPPIST,,,.

## Historique du projet
SPECULOOS est un projet dirigé par Michaël Gillon et développé par l'Université de Liège (Belgique), à laquelle il est rattaché, et le laboratoire Cavendish de Cambridge (Royaume-Uni). L'Observatoire européen austral assure une fonction  de support et héberge SPECULOOS sur le site de l'observatoire du Cerro Paranal, au Chili. L'observatoire est principalement financé par le Conseil européen de la recherche. Le projet SPECULOOS a démarré en 2011 avec un prototype, baptisé TRAPPIST-South, disposant d'un télescope Ritchey-Chrétien doté d'un miroir de 60 centimètres de diamètre. TRAPPIST a observé durant 100 heures chacune des 50 naines ultra-froides les plus brillantes (magnitude apparente comprise entre 5,3 et 11,4) en proche infrarouge pour déterminer la précision photométrique qui peut être atteinte avec cet instrument et en déduire le seuil de détection des exoplanètes de taille terrestre. La conclusion de cette phase a été que les caractéristiques de ce type d'étoile (tempête stellaire, modulation liée à la rotation) ne sont pas un obstacle à des observations photométriques de qualité. L'observatoire SPECULOOS a été inauguré début décembre 2018.
Deux autres observatoires sont en construction fin 2018 dans le cadre du projet : SPECULOOS-North qui est situé à l'observatoire du Teide sur l'île de Tenerife en Espagne et  SAINT-Ex situé à San Pedro Martir au Mexique.

## Caractéristiques techniques
SPECULOOS  comprend quatre télescopes Ritchey-Chrétien chacun enfermé sous un dôme hémisphérique. Le miroir primaire a un diamètre d'un mètre et le miroir secondaire de 28,6 centimètres. Les deux miroirs sont réalisés en zerodur.  Chaque télescope est équipé d'une monture équatoriale robotisée NTM-1000. L'observatoire est situé à une altitude de 2 518 mètres. Les observations des télescopes sont contrôlées par le programme ACP Expert. Les quatre télescopes ont reçu chacun le nom d'une des lunes galiléennes de Jupiter : Europa, Io, Callisto et Ganymède.